# Miselaoma reevesbyi
Miselaoma reevesbyi är en snäckart som beskrevs av Cotton 1938. Miselaoma reevesbyi ingår i släktet Miselaoma och familjen punktsnäckor. Inga underarter finns listade i Catalogue of Life.